# Jorge Massa Dustou
Jorge Massa Dustou (Perpiñán, 28 de julio de 1944) es un empresario venezolano, reconocido por ser el presidente de Grupo Mistral, un conglomerado de farmacéuticas. Durante su trayectoria ha ocupado diversos cargos gremiales y ha recibido algunos premios y reconocimientos, entre los que destaca la Orden Francisco de Miranda en 1984.

## Biografía

### Primeros años y estudios
Massa nació en Perpiñán, Francia y pasó su infancia en Venezuela, país donde a comienzos de la década de 1940 se radicaron sus padres e ingresaron en la industria farmacéutica. Realizó sus estudios universitarios en Suiza y Estados Unidos, y más adelante obtuvo una maestría en Administración de Negocios de la Universidad Central de Venezuela.

### Carrera
Se vinculó profesionalmente con el Grupo Cisneros, un conglomerado venezolano de medios masivos de comunicación, inversiones inmobiliarias, medios digitales y turismo, donde ofició como Vicepresidente de la División Industrial y de Operaciones Corporativas hasta 1985, año en que fundó el Grupo Mistral, formado por empresas de diversos ámbitos. Anteriormente, ya había sido el fundador de otras compañías farmacéuticas como Ampofrasca, Proyectos Pet y Pharsana de Venezuela.
En agosto de 2004 adquirió la cadena de farmacias Farmahorro S.A., y un año después compró la distribuidora de medicamentos Farvenca C.A. Durante su trayectoria ha ocupado cargos en organismos gremiales como Director de la Cámara de la Industria Farmacéutica Venezolana, Director de la Cámara Industrial del Vidrio y la Cerámica, Presidente de la Asociación de Ejecutivos y Director de la Asociación Civil de Desarrollo Institucional, entre otros.
Por su labor como empresario, Massa recibió la Orden Francisco de Miranda en 1984, en reconocimiento «a los venezolanos que han demostrado méritos sobresalientes». Previamente había sido condecorado con la Orden del Mérito al Trabajo por el mandatario Luis Herrera Campins.

## Plano personal
Massa es esposo de Ana Antonia Cisneros, hermana del magnate venezolano Gustavo Cisneros. La pareja tiene tres hijos; Ana Cristina, María Luisa y Fernando José. Actualmente está radicado en Madrid, España.